# Alejandro Meleán
Alejandro Meleán Villarroel (Miami, 16 de julio de 1987) es un futbolista boliviano de origen estadounidense. Juega como defensa en Oriente Petrolero de la Primera División de Bolivia.

## Trayectoria
Nacido en Estados Unidos de padres cruceños, jugó fútbol en su país natal a nivel escolar y universitario.
Después de graduarse en Psicología en el College of the Holy Cross viajó a Bolivia para jugar de forma profesional. Tras probarse sin éxito en Blooming y Oriente Petrolero fue contratado por La Paz F. C..
En enero de 2011 fichó por Oriente Petrolero por seis meses. Después renovó su contrato con Oriente Petrolero por dos años más.
En el club refinero fue de ahí donde ha sido más destacado en su carrera futbolística siendo considerado como ídolo en el conjunto verdolaga.   
A mediados de 2016 fichó por Sport Boysal año siguiente ha participado en la Copa Libertadores 2017 quedando fuera de los octavos de final donde el equipo warneño tuvo una pésima participación internacional .
En junio del 2017 ficha por el Club Jorge Wilstermann. Se consagró campeón en dos ocasiones con el cuadro aviador, tanto en el año 2018 como en el 2019.
En diciembre de 2021, fue anunciado como nuevo jugador del Club Deportivo Guabirá para la temporada 2022.

## Selección nacional
Ha sido internacional con la Selección de fútbol de Bolivia. Disputó los 3 partidos de la verde en la Copa América Centenario.
Participó en las eliminatorias sudamericanas 2014 y en las eliminatorias sudamericana 2018.

## Clubes
| Club              | País    | Año           |
| ----------------- | ------- | ------------- |
| La Paz FC         | Bolivia | 2010          |
| Oriente Petrolero | Bolivia | 2011 - 2016   |
| Sport Boys        | Bolivia | 2016 - 2017   |
| Jorge Wilstermann | Bolivia | 2017 - 2021   |
| Guabirá           | Bolivia | 2022-2024     |
| Royal Pari        | Bolivia | 2025          |
| Oriente Petrolero | Bolivia | 2025-presente |

## Palmarés
| Título          | Club        | País    | Año  |
| --------------- | ----------- | ------- | ---- |
| Torneo Apertura | Wilstermann | Bolivia | 2018 |
| Torneo Clausura | Wilstermann | Bolivia | 2019 |